# Casa individuală de pe str. Sfatul Țării, 53 (Chișinău)
Casa individuală de pe str. Sfatul Țării, 53 a fost o clădire amplasată pe str. Sfatul Țării, 53 în Chișinău, Republica Moldova. A fost un monument arhitectural de importanță națională inclus în Registrul monumentelor Republicii Moldova ocrotite de stat cu nr. 170 (municipiul Chișinău), până la excluderea acestuia în 2002. Data de la înc. sec. XX.